# Équipe du Rwanda des moins de 17 ans de football
Maillots
L'équipe du Rwanda des moins de 17 ans est une sélection de joueurs de moins de 17 ans au début des deux années de compétition placée sous la responsabilité de la Fédération du Rwanda de football.

## Parcours en Coupe d'Afrique des nations des moins de 17 ans
- 1995 : Non inscrit
- 1997 : Non inscrit
- 1999 : Non inscrit
- 2001 : Non qualifié
- 2003 : Non inscrit
- 2005 : Non qualifié
- 2007 : Non qualifié
- 2009 : Non qualifié
- 2011 :  Finaliste
- 2013 : Non qualifié
- 2015 : Non qualifié
- 2017 : Non inscrit
- 2019 : Non qualifié
- 2023 : Non inscrit

### Parcours en Coupe du monde
| - 1985 : Non qualifié - 1987 : Non qualifié - 1989 : Non qualifié - 1991 : Non qualifié - 1993 : Non qualifié - 1995 : Non qualifié - 1997 : Non qualifié - 1999 : Non qualifié - 2001 : Non qualifié - 2003 : Non qualifié |  | - 2005 : Non qualifié - 2007 : Non qualifié - 2009 : Non qualifié - 2011 : 1er tour - 2013 : Non qualifié - 2015 : Non qualifié - 2017 : Non qualifié - 2019 : Non qualifié - 2023 : Non qualifié |